# Ferenczy Teréz
Ferenczy Teréz (Rimaszombat, 1823. december 27. – Szécsény, 1853. május 22.) költőnő.

## Életpályája
Édesapja Ferenczy Sámuel, nemesi származású könyvkötő, édesanyja Ballay (Balaj) Terézia. 1823. december 28-án keresztelték Rimaszombatban. A család rögtön Teréz születése után Rimaszombatból Szécsénybe költözött, születési helyeként így több forrás is utóbbit említi, és ettől kezdve Ferenczy Teréz soha nem hagyta el ezt a várost.
Teréz családja szerény körülményei közt, önművelés útján tett szert irodalmi műveltségre. A költészettel olvasmányai hatására már korán elkezdett foglalkozni; döntő hatást azonban pesti tartózkodása gyakorolt rá, ahol nagybátyjának, a híres Ferenczy István szobrásznak házában megismerkedett Lisznyay Kálmánnal, Bulcsú Károllyal és másokkal az akkori irodalom jeles alakjai közül. Élete azonban csakhamar tragikus véget ért. 1849-ben elesett bátyjának halála, s még inkább saját szerelmi csalódása búskomorrá tette és öngyilkos lett. Csak halála évétől, 1853-tól kezdett megjelenni a lapokban, valódi szenzációt csak fájdalmas halálhíre okozott.

## Művei
Költeményei életében különböző szépirodalmi lapokban jelentek meg; halála után pedig Téli csillagok cím alatt összegyűjtve, Bulcsú Károly adta ki Pesten, 1864-ben. Írásai jelentek meg a Pesti Divatlapban, Divatcsarnokban, Hölgyfutárban Délibábban, verseit a Nővilág 1857, Ifjúság Hajnala 1857 és a Napkelet 1858-ban közölte. Verseit – amelyek egy kis kötetbe foglalhatók – a költőnő halálának 160. évfordulója alkalmából adták ki – kiegészítő életrajzi adataival bővítve – 1983-ban.
- Téli csillagok; Ferenczy Teréz hagyományaiból összeszedte Bulcsú Károly; Müller Gyula, Pest 1854
- Ferenczy Teréz minden versei; Nógrád Megyei Múzeumok Igazgatósága, Salgótarján, 1983 (Nógrádi irodalmi ritkaságok)
- Téli csillagok. Ferenczy Teréz hagyományaiból. Hasonmás; összeszedte Búlcsú Károly, bev. Galcsik Zsolt; Múzeumbaráti Kör, Szécsény, 1993 (Szécsényi honismereti kiskönyvtár)

## Róla szóló művek
- Ágner Lajos: Ferenczy Teréz emlékezete. Balassagyarmat, 1903
- Halmi Piroska: Ferenczy Teréz élete és költeményei Eggenberger-féle Könyvkereskedés Budapest, 1903
- Prém József: Ferenczy Teréz és Dukai Takács Judit Magyar Hölgyek életrajzai sorozat 1. szám Stampfel Károly Pozsony, 1886[6]
- Galcsik Zsolt: "A fájdalmak leánya...". Ferenczy Teréz élete és költészete, 1823-1853; Galcsik Zsolt, Szécsény, 2008
- Praznovszky Mihály: Ferenczy Teréz. Salgótarján: Nógrád megyei Múzeumok Igazgatósága. 1983.  = Nógrádi Irodalmi Ritkaságok 1,  Hozzáférés: 2017. július 10.